# Amstel Gold Race 1968
L'Amstel Gold Race 1968 fou la 3a edició de l'Amstel Gold Race. La cursa es disputà el 21 de setembre de 1968, sent el vencedor final el neerlandès Harry Steevens, que s'imposà a l'esprint en la meta d'Elsloo.
152 ciclistes hi van prendre part, acabant la cursa 34 d'ells.

## Classificació final
|    | Ciclista                 | Equip                         | Temps      |
| -- | ------------------------ | ----------------------------- | ---------- |
| 1  | Harry Steevens           | Willem II-Gazelle             | 5h 52' 29" |
| 2  | Roger Rosiers            | Dr. Mann-Grundig              | m. t.      |
| 3  | Daniel van Ryckeghem     | Dr. Mann-Grundig              | + 01"      |
| 4  | Jo de Roo                | Willem II-Gazelle             | m. t.      |
| 5  | Wim Schepers             | Caballero                     | m. t.      |
| 6  | Jos Huysmans             | Dr. Mann-Grundig              | m. t.      |
| 7  | Etienne Buysse           | Pull-Over Centrale-Motte-Novy | m. t.      |
| 8  | Cees Zoontjes            | Caballero                     | m. t.      |
| 9  | Eddy Beugels             | Mercier-Hutchinson-BP         | m. t.      |
| 10 | Bernard van de Kerckhove | Pelforth-Sauvage-Lejeune      | m. t.      |